# 非自治郡 (アラスカ州)
座標: 北緯57度30分 西経156度42分 / 北緯57.500度 西経156.700度
非自治郡（ひじちぐん、英: Unorganized Borough）は、アメリカ合衆国アラスカ州の19郡（"Borough"）には含まれない地域の総称である。「郡」と名乗っているが、行政機能は有していない。総面積は323,440平方マイル (837,700 km2) と州面積の半分以上であり、ほかのどの州よりも広い。2020年国勢調査での人口は77,157人であり、州人口の1割に相当する。
この広大な地域には教育学区や都市など自治体政府以外の地域を纏める地方政府は無い。しかし集落の多くは部族政府を持っている。幾つかの法人化都市に入る地域を除き、法の執行（警察）を含め非自治郡内の政府によるサービス全ては、州政府あるいは部族政府によって行われている。教育学区の運営については、都市がその権限を引き受ける選択をするという限られたケースではその都市が行うか、田園部教育入学地域の保護下でアラスカ州教育省の一般的指針に従って行うかである。

## 国勢調査地域
アラスカ州はその全体が自治化された郡相当の区域に分割されていないことでは、アメリカ合衆国の中で特異な存在である。広大な未自治化地域の統計を取るためにアメリカ合衆国国勢調査局はアラスカ州と協働して、1970年国勢調査から非自治郡を11の国勢調査地域に分割した。現在の国勢調査地域と2020年人口は以下の通りである。
- アリューシャンズウエスト国勢調査地域、5,232人
- ベセル国勢調査地域、18,666人
- チュガック国勢調査地域、7,102人
- カッパーリバー国勢調査地域、2,617人
- ディリンガム国勢調査地域、4,857人
- フーナー・アングーン国勢調査地域、2,365人
- クシルワック国勢調査地域、8,368人
- ノーム国勢調査地域、10,046人
- プリンスオブウェールズ・ハイダー国勢調査地域、5,753人
- サウスイーストフェアバンクス国勢調査地域、6,808人
- ユーコン・コユクック国勢調査地域、5,343人

また、過去に存在した国勢調査地域は以下の通り。
- コバック国勢調査地域、1986年6月2日にすべての非法人地域はノーススロープ郡に編入、同日に創設されたノースウエストアークティック郡の一部となる
- アリューシャン諸島国勢調査地域、1987年10月23日にアリューシャンズイースト郡とアリューシャンズウエスト国勢調査地域に分割
- スカグウェイ・ヤクタト・アングーン国勢調査地域、1992年11月22日にヤクタト市郡とスカグウェイ・フーナー・アングーン国勢調査地域に分割
- スカグウェイ・フーナー・アングーン国勢調査地域、2007年6月20日にスカグウェイ郡とフーナー・アングーン国勢調査地域に分割
- プリンスオブウェールズ・アウターケチカン国勢調査地域、2008年5月19日に一部はケチカンゲートウェイ郡に編入され残りはプリンスオブウェールズ・ハイダー国勢調査地域に再編
- ランゲル・ピーターズバーグ国勢調査地域、2008年6月1日にランゲル市郡とピーターズバーグ国勢調査地域に分割
- ピーターズバーグ国勢調査地域、2013年1月3日にピーターズバーグ郡に昇格
- ウェイド・ハンプトン国勢調査地域、2015年7月1日にクシルワック国勢調査地域に改称[3]
- バルディーズ・コルドバ国勢調査地域（英語版）、2019年1月2日にチュガック国勢調査地域とカッパーリバー国勢調査地域に分割

## 歴史
1950年代、アラスカ準州を州に昇格させようという動きが高まったときにも、州内の自治体政府の数は著しく限られ、散開した状態だった。準州全体には数えられるほどの法人化都市と、公共事業地区と独立教育学区に分けられる一握りのサービス地区があるだけだった。サービス地区は1935年の準州議会で、未編入領域に対してサービスを行い税金を徴収する制限付き権限を認められた。
アメリカ合衆国議会は準州が郡（"county"）を創設することを禁じていた。州昇格議案が通過する直前に、サンフランシスコに本拠を置くコンサルティング会社によってアラスカに郡制を布くことを提案する著作が出版されたが、アラスカに郡を設立させるための本格的な動きは無かった。
実際にアラスカ州憲法制定会議の代議員は郡を設立することのメリットを協議し、法人であれ未法人であれ、"county" ではなく "borough" の体系を創設するというアイディアを拒絶した。憲法の起稿者達の意図は、最小の地方政府単位と最小の課税権のある最大の地方自治政府を備えることだった。
憲法制定会議の議事録では、様々な理由で地方政府の形態として "county" が使われないであろうことを示している。幾つかの地方経済がそれぞれの郡を維持できるだけの歳入を生み出せなかったことは重要な問題であると同時に、アラスカの特徴ある性格を反映して、最大の投資を生み、既に在る郡政体の判例法を避けるようなモデルを使いたいという願望だった。
アラスカはその代わりに地域政府の形態として "borough" を採用した。この地域化は混乱した境界と非効率な政府運営を伴う独立し限定目的の数多い政府を作ることを避けるための試みだった。準州のサービス地区は既にこのような形になっていたが、全権的で不要な押しつけにならずにサービスを提供できる政府の重要な基礎になると多くの者は見ていた。これは議会が非自治 "borough" の一部から自治 "borough" を創り出す様々な試みの間に何度も表面化した議論だった。
アラスカは1961年の州法で正式に "borough" の体系を採用し、 "borough" が「全目的」形態の地方政府として機能し、アメリカ合衆国本土の "county" 政府にあると考えられる問題を避けることを目指した。アラスカ州憲法第10章に拠れば、 "borough" 政府を維持できない地域は州がサービスを地域化するためのメカニズムとなるはずの幾つかの非自治 "borough" によってサービスが行われることになっている。しかし、非自治郡が別に作られることは無かった。1961年の "borough" 法によって州全体が1つの広大な非自治郡として定義され、その後の時代にそこからアラスカ州の 自治"borough" が作られていった。
アラスカ州最初の法人化 "borough" であり、1961年法成立後に唯一法人化されたものがブリストルベイ郡である。 他の地域に "borough" を作れという圧力が高まり、1963年には "borough" 強制法が作られた。この法は州内全ての選挙区で人口が一定値を超えているところは1964年1月1日までに "borough" として法人化することを求めた。 
この法の執行を監視するために、アラスカ州地方境界委員会が2009年1月に採用した決議は大略以下の通りである。
さらに1975年には田園部教育入学地域が設立された。これは田園部教育学区を設立する目的で非自治郡の地域支部を創設する効果があった。当初21の田園部教育入学地域が設立され、その多くは長い間に自治 "borough" に吸収されることになった。

## 今後の "borough" 設立に向けた戦い
"borough" 強制法以来、多くの自治 "borough" が法人化されたが、その大半（初期の例はノーススロープ郡、ノースウエストアークティック郡およびデナリ郡）は、重要な税収源（天然資源採掘、観光、など）を開発するために法人化された。
残っている広大な地域の未組織状態は議論になっていない。非自治郡の多くの住民、特に自治組織への法人化について最も懐疑的である大型の町の住人は、 "borough" としての法人化に声を大にして反対し、現在の状態が如何に優れているかを表明している。多くの者は生活様式や新設される政府のレベルを望むのならば、既に自治郡の中に住んでいることだろうと指摘している。
一方、多くの自治郡に住んでいるアラスカ州民は、特に教育に関して非自治郡の住人を不公平に支援していると感じている。2003年、アラスカ地域社会弁護局が非自治郡内にある8つの地域を法人化基準に合うものと認定した。これら地域に法人化を強制する法案が州議会に提案されてきたが、成立したものはまだ無い。

## 主な町

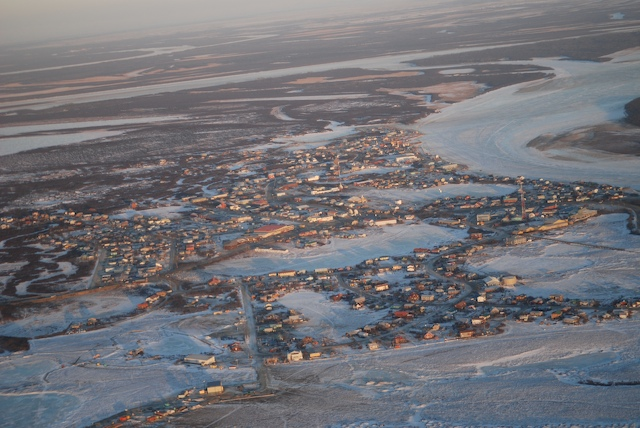
ベセル市

- ベセル、非自治郡では最大の都市（人口6,325人[1]）
- コルドバ
- クレイグ
- デルタナ
- ディリングハム
- フーパーベイ
- メトラカトラ
- ノーム
- ピーターズバーグ
- トウク
- ウナラスカ
- バルディーズ